# Bymainiella polesoni
Bymainiella polesoni là một loài nhện trong họ Hexathelidae. Loài này phân bố ở Nieuw-Zuid-Wales.